# Menegazzia terebrata
Menegazzia terebrata ist eine in Mitteleuropa seltenere Blattflechtenart aus der Familie der Parmeliaceae, die hauptsächlich auf Baumrinde wächst. Der Gattungsname ehrt den italienischen Apotheker und Malakologen Luigi Menegazzi (1793–1854).

## Beschreibung
Das rosettig rundliche Lager (Thallus) von Menegazzia terebrata erreicht bis etwa 10 cm Durchmesser. Es ist oberseits hellgrau bis blaustichig grau und schwach glänzend, unterseits schwarz. Die hohlen Lappen sind 0,5 bis 2 mm breit und an den Rändern zuweilen bräunlich. Rhizinen fehlen. Charakteristikum sind über die Oberfläche verstreute zahlreiche kleine, abgerundete Löcher (bis 1 mm Durchmesser). Um diese können sich ringförmige Sorale entwickeln. Fruchtkörper (Apothecien) sind sehr selten.

## Verbreitung
Menegazzia terebrata ist die einzige europäische Art der ansonsten vorwiegend auf der Südhemisphäre vertretenen Gattung Menegazzia. Ihr Areal reicht von Südskandinavien bis in montane Regionen des Submediterranraums. Insgesamt bevorzugt sie saure Rinden in niederschlagsreichen Laub- und Mischwäldern, vor allem in montanen Lagen der Alpen, in Mitteleuropa ist sie ansonsten selten.